# Trains and Winter Rains
Trains and Winter Rains é uma canção da cantora irlandesa Enya. Foi lançado como primeiro single do álbum And Winter Came... em 10 de novembro de 2008.

## Performance nas paradas
| Paradas (2008)                          | Melhor posição |
| --------------------------------------- | -------------- |
| Billboard Hot Adult Contemporary Tracks | 27             |
| Japan Hot 100                           | 6              |
| Italian Singles Chart                   | 15             |
| Ultratop 40                             | 39             |